# Queiroz
Queiroz é um município brasileiro do estado de São Paulo. Localiza-se a uma latitude 21º47'56" sul e a uma longitude 50º14'25" oeste, estando a uma altitude de 431 metros. Sua população estimada em 2004 era de 2 292 habitantes. Em 2021, segundo o censo IBGE, a população estimada aumentou para 3.513 habitantes. Possui uma área de 234,914 km².

## História
Em maio de 1938, Joaquim Ferreira Gandra, procurador de Heitor Ferreira Gandra, tomou a iniciativa de desmembrar a fazenda Paiquerê, esta desmembrada da fazenda Guataporanga, um lote de terra com a área de 58 alqueires, compreendido entre os rios Caingangs, Aguapeí e Tibiriçá, dois quais 10 alqueires seriam para a fundação de um patrimônio. Esta área foi desmembrada do Distrito de Paz de Novo Cravinhos,  da comarca de Marília. O terreno foi loteado e vendido à prestação cuja finalidade era de se estabelecer um pequeno centro comercial para a serventia da zona agrícola que na época já era bastante desenvolvida.
A escolha do nome Queirozdeve-se ao fato de na época a Fazenda Paiquerê ser dos proprietários da firma Queiroz Ferreira & Cia Ltda, pois essa firma acolhia grande número de trabalhadores que chamavam o pequeno núcleo de Vila Queiroz. O primeiro nome foi Queirozópolis e posteriormente de Vila Queiroz.
O povoado tornou-se distrito de paz em 19 de maio de 1938 e, pouco mais de seis anos depois, foi elevada a categoria de Distrito Administrativo pelo Decreto - Lei n.º 14.334 de 30 de novembro de 1944.
Através deste mesmo diploma legal, Queirozfoi incorporada ao município de Pompeia, vindo a desmembrar-se em 30 de dezembro de 1953, através da lei n.º 2.456.
Com base na Constituição Federal promulgada em 18 de setembro de 1946, a mais liberal quanto à formação de municípios, Queiroz obteve a sua autonomia em 28 de fevereiro de 1964, conforme determinação da Lei n.º8.092, na Comarca de Pompeia. O município foi instalado em 28 de março de 1965.

## Geografia
Solo árido, suavemente ondulado, com declives.
Os solos prestam para a agricultura, exigindo práticas conservacionistas.
O clima da região apresenta inverno seco sendo que no verão as chuvas são frequentes, porém breves. A umidade relativa média do ar é de 75%
Clima: temperado
Temperatura máxima: 37º
Temperatura mínima: 16º

### Hidrografia
- Rio Aguapeí
- Rio Tibiriçá
- Rio Caingangue

### Rodovias
- SP-383
- Rodovia vicinal Francisco Curci: liga o município à cidade de Pompeia

## Demografia

### População
| Crescimento populacional                             | Crescimento populacional | Crescimento populacional | Crescimento populacional |
| Ano                                                  | População Total          |                          | %±                       |
| ---------------------------------------------------- | ------------------------ | ------------------------ | ------------------------ |
| 1970                                                 | 3 372                    |                          | —                        |
| 1980                                                 | 2 299                    |                          | −31,8%                   |
| 1991                                                 | 1 936                    |                          | −15,8%                   |
| 2000                                                 | 2 171                    |                          | 12,1%                    |
| 2010                                                 | 2 808                    |                          | 29,3%                    |
| 2022                                                 | 3 265                    |                          | 16,3%                    |
| Est. 2024                                            | 3 351                    | [ 7 ]                    | 2,6%                     |
| Fontes: Censos Demográficos IBGE e Estimativas SEADE |                          |                          |                          |

### Dados demográficos
Dados do Censo 2000
População total: 2.171
- Urbana: 1.659
- Rural: 512
- Homens: 1.115
- Mulheres: 1.056

Densidade demográfica (hab./km²): 9,17
Mortalidade infantil até 1 ano (por mil): 16,52
Expectativa de vida (anos): 70,87
Taxa de fecundidade (filhos por mulher): 2,23
Taxa de alfabetização: 80,90%
Índice de Desenvolvimento Humano (IDH-M): 0,730
- IDH-M Renda: 0,631
- IDH-M Longevidade: 0,765
- IDH-M Educação: 0,795

(Fonte: IPEADATA)
Dados do Censo 2010
- Total da população: 2.808

- Homens: 1.424

- Mulheres: 1.384

- População urbana: 2.385

- População rural: 423
- Densidade demográfica: 12,01 hab/km²
- Escolarização 6 a 14 anos: 98,1 %
- IDHM Índice de desenvolvimento humano municipal: 0,715

Fonte: IBGE
Dados do Censo 2021
População estimada: 3.513 pessoas 
Taxa de escolarização de 6 a 14 anos de idade [2010]: 98,1 %  
IDEB – Anos iniciais do ensino fundamental (Rede pública) [2021]: 6,0  
IDEB – Anos finais do ensino fundamental (Rede pública) [2021]: 5,3  
Matrículas no ensino fundamental [2021]: 454 matrículas  
Matrículas no ensino médio [2021]: 125 matrículas  
Docentes no ensino fundamental [2021]: 25 docentes  
Docentes no ensino médio [2021]: 17 docentes  
Número de estabelecimentos de ensino fundamental [2021]: 2 escolas  
Número de estabelecimentos de ensino médio [2021]: 1 escolas  
Fonte: IBGE

## Política e administração

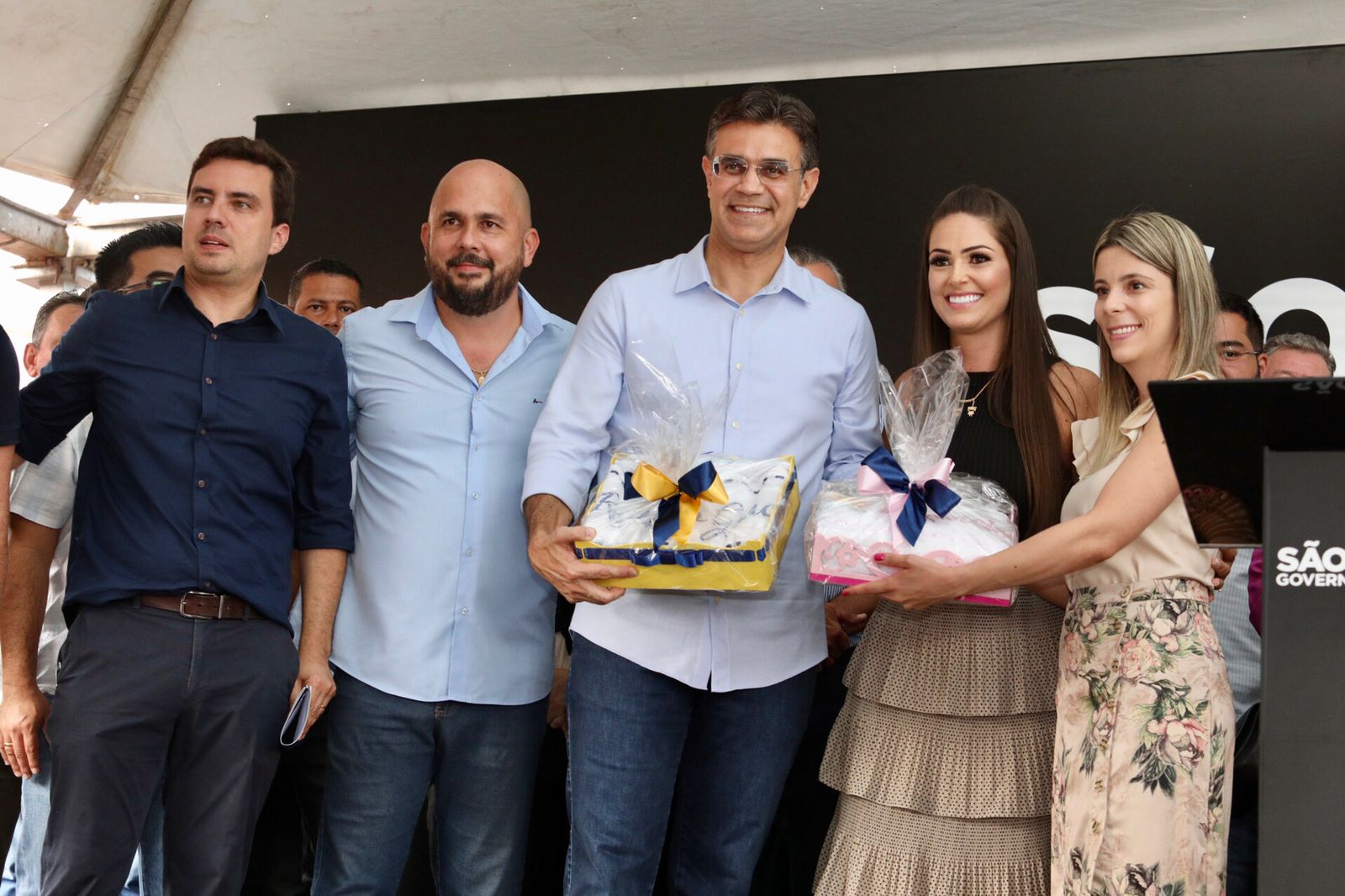
Cerimônia em comemoração ao início da safra de cana de açúcar em Queiroz, com a participação do então governador do estado.

- Prefeito: Walter Rodrigo da Silva (2021 - 2024)
- Vice-prefeito: Wayna Rosana Bonfim Torres
- Presidente da Câmara: Jonas Menezes Garcia - MDB (2023 - 2024)

## Infraestrutura

### Comunicações
O sistema de telefones automáticos foi inaugurado na cidade em 1977 pela Telecomunicações de São Paulo (TELESP), que também implantou o sistema de discagem direta à distância (DDD) em 1986 com o código de área (0144).
Na década de 90 o código DDD da cidade foi alterado para (014), para padronização do sistema telefônico com a telefonia celular que estava sendo implantada em todo o estado.

### Transportes
Ônibus intermunicipais:
- Guerino Seiscento Transportes Ltda

Linhas:
- Queiroz - Lins

Horários: 06:30  13:20   17:00
- Queiroz - Tupã

Horários: 07:30  13:30   17:30
- Queiroz - Luiziânia

Horários: 07:30   13:30    18:30
- Queiroz - Pompeia

Horários:

## Religião
O Cristianismo se faz presente na cidade da seguinte forma:

### Igreja Católica
- A igreja faz parte da Diocese de Marília.[14]

### Igrejas Evangélicas
- Assembleia de Deus Ministério do Belém.[15][16]
- Congregação Cristã no Brasil.[17]